# Il'ja Arnol'dovič Il'f
Il'ja Arnol'dovič Il'f, in russo Илья Арнольдович Ильф?, pseudonimo di Иехиел-Лейб Файнзильберг – Iechiel-Lejb Fajnzil'berg, (Odessa, 16 ottobre 1897, 4 ottobre del calendario giuliano – Mosca, 13 aprile 1937), è stato uno scrittore sovietico.
Realizzò numerosi romanzi insieme a Evgenij Petrovič Petrov.

## Le dodici sedie
Lo scrittore è famoso nel mondo per aver scritto, assieme Petrov, il romanzo Le dodici Sedie, dal quale fu tratto un film nel 1970 intitolato Il mistero delle dodici sedie, con regia di Mel Brooks. Il racconto, ambientato nel 1927 in Russia, ha per protagonisti due personaggi che, ostacolati anche da un prete, sono alle prese con dodici sedie. Infatti la madre del primo, morendo, gli confida il segreto di aver nascosto la sua eredità nei cuscinetti di un servizio antico di dodici sedie, dentro un ricco palazzo. Anche il secondo protagonista, un povero diavolo, viene a sapere del bottino di diamanti nelle sedie e così, con un ricatto, si mette d'accordo col primo affinché, trovata la mercanzia, si spartiscano i guadagni.
Inizialmente i due distruggono un paio di sedie, senza trovare quel che cercavano e poi si dirigono verso un museo di Mosca, dove le sedie erano state pignorate e messe in esposizione. Sulle tracce dei protagonisti c'è anche un prete gaudente il quale vorrebbe appropriarsi anche lui dei diamanti e che cerca sempre di sopraffare i due giovani. Per uno scherzo del destino, tutte le sedie che i due protagonisti distruggono sono senza i diamanti e alla fine i due, vagando per le rigide steppe della Russia, giungono in una mensa. Lì vi è l'ultima sedia, ma i due scopriranno che fu già sfondata per errore e che i diamanti furono scambiati con denaro vero per salvare quell'ospizio. Ai due protagonisti non resta che cercarsi di guadagnarsi da vivere mendicando ed esibendosi in numeri divertenti.

## Opere
Fra le varie opere scritte:
- Le dodici sedie (1928),
- Il vitellino d'oro (1931),
- Ospiti meravigliosi (1935),
- Il paese di Dio (1936).